# Закон ринку Сея
Закон Сея або Закон ринку Сея (інколи: закон ринків, фр. loi des débouches) — економічний принцип, що приписується французькому економісту та підприємцю Жану Батисту Сею (1767—1832), та який стверджує, що пропозиція (або виробництво) породжує попит на продукти виробництва.
Важливим наслідком закону Сея є висновок, що рецесії не виникають через невідповідність попиту або недостатність грошей. Відповідно до нього, виробництво надає виробникам необхідні ресурси щоб споживати те, що вироблено, а відтак, споживання зростатиме коли зростатиме виробництво. З цієї причини, добробут має підвищуватись стимуляцією виробництва, а не споживання. Іншим наслідком закону Сея є те, що збільшення кількості грошей лише породжує інфляцію, адже більший обсяг грошової маси на той самий обсяг продукції не збільшує споживання.
Починаючи з робіт Джона Мейнарда Кейнса, сучасні макроекономісти (особливо прихильники «нового Кейнсіанства») широко погоджуються на думці, що закон Сея застосовний лише у випадку, коли ціни цілком гнучкі. Однак у коротких часових проміжках, коли цінам властива певна міра жорсткості, рецесія може бути породжена спадом сукупного попиту.
Закон Сея є важливою частиною Австрійської теорії бізнес циклів, що викладені в роботах Людвіга фон Мізеса та Мюррея Ротбарда. Тому в своїй книзі Planning for Freedom Людвіг фон Мізес  говорить про те, що "Сей вийшов переможцем із полеміки з Мальтусом і Сісмонді. Він довів свою правоту, тоді як опоненти не змогли довести свою. Відтепер, протягом усього дев'ятнадцятого століття, визнання істини, що міститься в законі Сея, було відмітною ознакою економіста". Відмічаючи також, що .." Кейнс не спростовував закон Сея. Він відкинув його емоційно, але не висунув жодного вагомого аргументу, який би спростував його обґрунтування".
Формулювання: Кожен виробник діє не заради того, щоб проявити свою активність, а з метою придбати ті блага, які задовольняють його потреби, тому кожен виробник, у відповідному розумінні, є покупцем власного продукту або пропозиція породжує свій власний попит.